# 君津市
君津市（日语：／ Kimitsu shi */?）位於日本千葉縣南部，原是一個農漁小鎮，1968年在這填海建成鋼鐵廠。1971年設市。

## 地理
位於千葉縣南部、大略是房總半島中央地帶，西北面東京灣。市域內陸較廣，沿海地區狹窄，面積在縣內僅次於市原市，位居第二。
東京灣沿岸是以新日鐵住金為中心的重工業地帶，市區也集中在君津站為中心的沿海地帶。內陸的久留里地域是舊城下町，有JR久留里線通過。
- 地區：可分為君津、小糸、清和、小櫃、上總5地區。
- 山：鹿野山、高宕山（日语：高宕山）、三石山（日语：三石山 (千葉県)）、元清澄山、石尊山、富士山、三舟山（日语：三舟山）

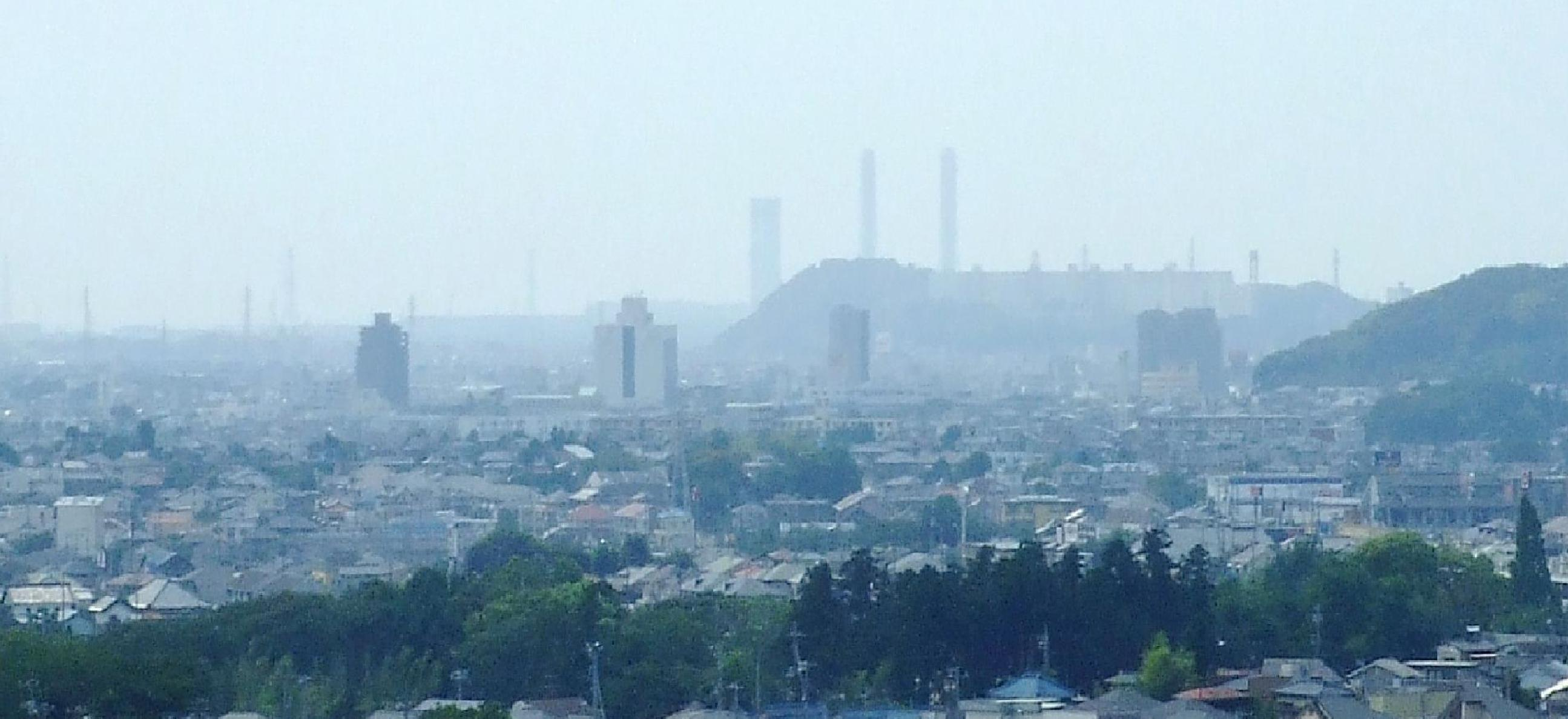
遠眺君津市區

- 河川：小糸川（日语：小糸川）、小櫃川（日语：小櫃川）
- 湖沼：龜山湖（日语：亀山湖）、三島湖、豐英湖（日语：豊英湖）、笹川湖

### 人口
| 君津市人口分布圖 |                                               |  |
| 君津市與日本全國年齡別人口分布比較圖 （2005年資料） | 君津市的年齡、男女別人口分布圖 （2005年資料） |  |
| ■紫色是君津市 ■綠色是全国 | ■藍色是男性 ■紅色是女性                       |  |
| 君津市人口變化 \| 1970年 \| 70,440人 \| \| \| 1975年 \| 76,016人 \| \| \| 1980年 \| 77,286人 \| \| \| 1985年 \| 84,310人 \| \| \| 1990年 \| 89,242人 \| \| \| 1995年 \| 93,216人 \| \| \| 2000年 \| 92,076人 \| \| \| 2005年 \| 90,977人 \| \| \| 2010年 \| 89,168人 \| \| \| 2015年 \| 86,033人 \| \| \| 2020年 \| 82,206人 \| \| |                                               |  |
| 資料來源：日本總務省統計中心提供之人口普查數據 |                                               |  |
| 1970年 | 70,440人                                      |  |
| 1975年 | 76,016人                                      |  |
| 1980年 | 77,286人                                      |  |
| 1985年 | 84,310人                                      |  |
| 1990年 | 89,242人                                      |  |
| 1995年 | 93,216人                                      |  |
| 2000年 | 92,076人                                      |  |
| 2005年 | 90,977人                                      |  |
| 2010年 | 89,168人                                      |  |
| 2015年 | 86,033人                                      |  |
| 2020年 | 82,206人                                      |  |

### 鄰接自治體
- 木更津市、富津市、市原市、鴨川市、大多喜町

## 歷史
- 1943年（昭和18年）4月1日 - 君津郡（日语：君津郡）八重原村（日语：八重原村）、周西村（日语：周西村）合併成立君津町。
- 1954年（昭和29年）3月31日 - 君津町、周南村（日语：周南村）、貞元村（日语：貞元村）合併。
- 1970年（昭和45年）9月28日 - 君津町、上總町（日语：上総町）、小糸町（日语：小糸町）、清和村（日语：清和村 (千葉県)）、小櫃村（日语：小櫃村）合併。
- 1971年（昭和46年）9月1日 - 君津町施行市制，為君津市。

### 地名由來
傳聞與木更津市一樣是源自於日本武尊東征時因思念而歌詠弟橘姫而歌詠的「君さらず 袖しが浦に立つ波の その面影をみるぞ悲しき」中的「君さらず」。

## 行政
- 市長：鈴木洋邦（すずき ひろくに，第三任）

## 經濟

### 產業
- 東京灣沿岸是大型填海地，為新日鐵住金君津製鐵所（日语：新日鐵住金君津製鐵所）所在地。
- 製鐵所旁小糸川（日语：小糸川）河口有小糸川漁港（日语：小糸川漁港）。

## 姊妹都市、友好都市
- 日本 千葉県鴨川市
- 京畿道義王市

## 地域
| 地區       | 大字、町名 |
| ---------- | --- |
| 君津地區   | 君津、西君津、人見、大和田、坂田、西坂田、東坂田、陽光台、君津台、中野、中富、久保、南久保、北久保、南子安、北子安、杢師、法木作、內箕輪、內蓑輪、外箕輪、八重原、三直、貞元、上湯江、下湯江、新御堂、小香、杉谷、八幡、高坂、台 |
| 周南地區   | 常代、宮下、郡、濱子、皿引、山高原、小山野、大山野、作木、草牛 |
| 小糸地區   | 上、中島、六手、練木、大鷲、大鷲新田、大井、糠田、糠田飛地、塚原、根本、大井戶、行馬、小糸大谷、長石、尾車、馬登、白駒、荻作、法木、福岡、泉、糸川、上總小糸（かずさ小糸）、鎌瀧、鬼泪                                           |
| 清和地區   | 清和市場、西粟倉、東粟倉、市宿、植畑、植畑村外四村入會、平田、日渡根、大野台、西豬原、東豬原、東豬原西豬原入會、西日笠、東日笠、怒田澤、二入、辻森、大岩、正木、宿原、奧米、旅名、豐英、鹿野山                                   |
| 小櫃地區   | 小櫃台、末吉、山本、西原、三田、賀惠渕、長谷川、上新田、俵田、戶崎、箕輪、吉野、寺澤、岩出 |
| 久留里地區 | 久留里、久留里市場、久留里大谷、久留里大和田、青柳、小市部、向鄉、川谷、浦田、怒田、栗坪、芋窪、愛宕、平山、山瀧野、廣岡、大坂、大戶見、大戶見舊名殿、大中、富田                                                                 |
| 龜山地區   | 坂畑、藤林、高水、折木澤、瀧原、釜生、藏玉、黃和田畑、草川原、川俣舊川俣、川俣舊月毛、川俣舊押込、豐田舊野中、豐田舊菅間田、加名盛、利根、柳城、笹、香木原                                                                       |

## 教育

### 小學校
| - 君津市立周西の丘小学校 - 君津市立清和小学校 - 君津市立周西小學校 - 君津市立上総小学校 - 君津市立南子安小學校 - 君津市立北子安小學校 | - 君津市立貞元小學校 - 君津市立外箕輪小學校 - 君津市立八重原小學校 - 君津市立周南小學校 - 君津市立小糸小學校 - 君津市立小櫃小學校 |

### 中學校
| 公立 - 君津市立周西中学校 - 君津市立周西南中學校 - 君津市立君津中学校 - 君津市立八重原中學校 - 君津市立周南中學校 - 君津市立周東中学校 - 君津市立上総小櫃中學校 | 私立 - 私立翔凜中學校 ※中高合設 |

### 高等學校
| 公立 - 千葉縣立君津高等學校 - 千葉縣立君津青葉高等學校 | 私立 - 私立翔凜高等学校※中高合設 |

### 特別支援學校
- 千葉縣立君津特別支援學校（日语：千葉県立君津特別支援学校）

### 圖書館
- 君津中央圖書館

## 交通
在館山自動車道延伸與東京灣跨海公路通車後，往千葉、東京、橫濱等地的行車便利性大幅提升。市內因有許多砂石場，有非常多自卸車在路上通行。

### 鐵路
東日本旅客鐵道（JR東日本）
- 內房線：君津站
- 久留里線：下郡站 - 小櫃站 - 俵田站 - 久留里站 - 平山站 - 上總松丘站 - 上總龜山站

### 巴士路線

#### 高速巴士
水線高速巴士（アクアライン高速バス）
- 東京線（君津線）（日東、京成）

青堀站 - 富士見公園 - 君津站 - 君津市役所 - 杢師4丁目 - 君津BT⇔東京站 - 濱松町BT / 東雲車庫
- 東京線（木更津線）（日東、京成）

君津製鐵所⇔東京站 - 東雲車庫
- 東京線（鴨川線）【Aqusea號（日语：アクシー号）】（日東、鴨日、京成）

安房鴨川站 - 君津故鄉物產館 - 笹 - 松丘 - 平山 - 久留里城三之丸跡 - 久留里站前 - 俵田 - 小櫃站前 - 富崎神社⇔木更津金田BT⇔東京站 - 濱松町BT
- 羽田機場線（日東、京急）

君津製鐵所 - 君津站 - 君津市役所 - 杢師4丁目 - 君津BT⇔羽田機場
- 羽田機場、橫濱線（日東、・京急）

館山站 - 君津BT ⇔ 羽田機場 - 橫濱站
館山道高速巴士
- 千葉線【Kapina號（日语：カピーナ号）】（日東、鴨日、千中）

安房鴨川站 - 君津故鄉物產館 - 笹 - 龜山、藤林大橋 - 松丘 - 平山 - 久留里城三之丸跡 - 久留里站前 - 俵田 - 小櫃站前⇔縣廳 - 千葉站
- 鴨川線【Kapina號】（日東、鴨日、千中）

千葉站 - 小櫃站前 - 俵田 - 久留里站前 - 久留里城三之丸跡 - 平山 - 松丘 - 龜山、藤林大橋 - 笹 - 君津故鄉物產館⇔安房鴨川站（ - 龜田醫院）
- 成田機場線（日東、小湊、京成）

君津站南口 - 君津BT - 市原BT - 成田機場
巴士公司（）內為上述略稱
- 日東交通（日语：日東交通 (千葉県)）（日東）
- 鴨川日東巴士（日语：鴨川日東バス）（鴨日）
- 小湊鐵道（小湊）
- 京成巴士（京成）
- 千葉中央巴士（日语：千葉中央バス）（千中）
- 京濱急行巴士（京急）

#### 路線巴士
市內巴士路線由日東交通、天羽日東巴士、鴨川日東巴士營運。

#### 社區巴士
- 君津市社區巴士（日语：君津市コミュニティバス）

### 道路
高速道路
- 館山自動車道君津IC

收費道路
- 房總Skyline（日语：房総スカイライン）
- 鴨川收費道路（日语：鴨川有料道路）

一般國道
- 國道16號
- 國道127號（日语：国道127号）
- 國道410號（日语：国道410号）
- 國道465號（日语：国道465号）

縣道
- 主要地方道
  - 千葉縣道23號木更津末吉線（日语：千葉県道23号木更津末吉線）
  - 千葉縣道24號千葉鴨川線（日语：千葉県道24号千葉鴨川線）
  - 千葉縣道32號大多喜君津線（日语：千葉県道32号大多喜君津線）
  - 千葉縣道33號君津平川線（日语：千葉県道33号君津平川線）
  - 千葉縣道81號市原天津小湊線（日语：千葉県道81号市原天津小湊線）
  - 千葉縣道90號木更津富津線（日语：千葉県道90号木更津富津線）
  - 千葉縣道92號君津鴨川線（日语：千葉県道92号君津鴨川線）
  - 千葉縣道93號久留里鹿野山湊線（日语：千葉県道93号久留里鹿野山湊線）
- 一般縣道
  - 千葉縣道145號長浦上總線（日语：千葉県道145号長浦上総線）
  - 千葉縣道158號君津青堀線（日语：千葉県道158号君津青堀線）
  - 千葉縣道159號君津大貫線（日语：千葉県道159号君津大貫線）
  - 千葉縣道160號加茂木更津線（日语：千葉県道160号加茂木更津線）
  - 千葉縣道163號小櫃佐貫停車場線（日语：千葉県道163号小櫃佐貫停車場線）
  - 千葉縣道164號荻作君津線（日语：千葉県道164号荻作君津線）
  - 千葉縣道225號君津停車場線（日语：千葉県道225号君津停車場線）
  - 千葉縣道269號大鷲木更津線（日语：千葉県道269号大鷲木更津線）
  - 千葉縣道298號絹郡線（日语：千葉県道298号絹郡線）

道之驛
- 接觸公園·君津（日语：道の駅ふれあいパーク・きみつ）

## 名勝、古蹟、觀光地、祭典、活動

### 名勝、古蹟、觀光地
- 久留里城（日语：久留里城）
- 千葉縣立清和縣民之森（日语：千葉県立清和県民の森）
- 龜山水壩（日语：亀山ダム）（龜山湖）
- 片倉水壩（日语：片倉ダム）（笹川湖）
- 三島水壩（日语：三島ダム）（三島湖）
- 豐英水壩（日语：豊英ダム）（豐英湖）
- 郡水壩（日语：郡ダム）
- 神野寺（日语：神野寺 (君津市)）
- 觀音寺（日语：観音寺 (君津市)）（三石觀音）
- 岩田寺（日语：岩田寺）
- 圓盛院
- Roman之森（ロマンの森）
- 九十九坊廢寺阯（千葉縣指定史跡）
- 八幡神社古墳（千葉縣指定史跡）
- 道祖神裏古墳（千葉縣指定史跡）
- 白山神社古墳（千葉縣指定史跡）
- 飯籠塚古墳（千葉縣指定史跡）

### 溫泉
- 龜山溫泉（日语：亀山温泉）
- 七里川溫泉（日语：七里川温泉）
- 小糸川溫泉
- 濃溝溫泉

### 祭典、活動
- 久留里城祭
- 大戶見神樂（大戸見の神楽。君津市大戶見：稻荷神社、千葉縣無形民俗文化財）
- 三島棒術與羯鼓舞（三島の棒術と羯鼓舞。君津市宿原：三島神社、千葉縣無形民俗文化財）
- 鹿野山梯子獅子舞（鹿野山のはしご獅子舞。君津市鹿野山：白鳥神社、千葉縣無形民俗文化財）
- 鹿野山山頂娘節（鹿野山のさんちょこ節。同上）

## 名產
- 雨城楊枝
- 久留里銘水
- 小糸在來（日语：小糸在来） - 小糸川流域栽培的大豆

## 知名人士
- 千葉真一[2][3]（演員、歌手、電影導演、空手家）
- 綾小路翔（氣志團）
- 高木涉（聲優）
- 東田直樹 (作家)

## 體育
- 新日鐵住金上總魔術（日语：新日鐵住金かずさマジック）（社會人棒球）

## 備註
1. ↑  .   [2007-04-05]. （原始内容存档于2007-04-29）.
2. ↑  千葉真一. . 山と渓谷社. 2008. ISBN 4635340228.
3. ↑  JJサニー千葉. . ぶんか社. 2010. ISBN 4821142694.

## 外部連結
行政
- 君津市（页面存档备份，存于）